# Бруштейн, Сергей Александрович
Сергей Александрович (Израилевич-Мовшевич) Бруштейн (в дореволюционных публикациях Сергей Израилевич Бруштейн; 16 апреля 1873, Усолье, Пермская губерния — 20 сентября 1947, Москва) — русский и советский врач-физиатр, учёный-медик, один из основоположников советской физиотерапии и организаторов системы усовершенствования врачей. Доктор медицинских наук (1910), профессор (1917), заслуженный деятель науки РСФСР (1927).

## Биография
Родился в семье чаусского мещанина Израиля-Мовши Пинхусовича (Александра Павловича) Бруштейна (1848—1912), вместе с разветвлённой семьёй Бруштейн переселившегося во второй половине XIX века в Пермь, и Софии Мироновны Бруштейн (1854—1894). Выпускник медицинского факультета Казанского университета 1897 года. До 1904 года работал в клинике нервных и душевных болезней Военно-медицинской академии в Санкт-Петербурге под руководством В. М. Бехтерева; был помощником заведующего поликлиникой благотворительного общества «Врачебная помощь бедным больным в Санкт-Петербурге». С 1901 года был также ассистентом профессора В. А. Штанге в отделении физических методов лечения Императорского клинического института Великой княгини Елены Павловны. Одновременно работал врачом Общества Святого Евгения и Троицкой водолечебницы.
2 мая (по старому стилю) 1903 года в Вильне заключил брак с Александрой Выгодской, дочерью виленского врача-гинеколога Якова Эхелевича Выгодского. Опубликовал научные труды по нейрофизиологии («К вопросу о действии электрического тока высокого напряжения на человеческое тело», 1901; «О вазомоторном центре продолговатого мозга», 1901), а в 1910 году защитил диссертацию по теме «О влиянии общих электросветовых ванн на сочетательно-двигательный рефлекс у человека». Занимался изучением терапевтического воздействия ультрафиолетовых лучей, массажа, обоснованием эритемотерапии, физических методов лечения в военно-полевой хирургии.
В 1916 году на базе военного госпиталя организовал Петроградский физиотерапевтический институт, которым руководил до 1931 года. В марте 1917 года избран профессором кафедры физиотерапии Государственного института для усовершенствования врачей, а в 1920 году назначен его директором и одновременно заведующим кафедрой физиотерапии (до 1930 года). Организовал выпуск «Журнала для усовершенствования врачей» и был его редактором (1923—1929). В 1923 году организовал Ленинградское общество физиотерапевтов, до переезда в Москву был его председателем. По его же инициативе в Ленинграде был созван I съезд физиотерапевтов, на котором была создана Всероссийская ассоциация физиотерапевтов (впоследствии Всесоюзное общество физиотерапевтов и курортологов), председателем которой С. А. Бруштейн был до 1940 года.
В 1930 году С. А. Бруштейн переехал в Москву, где возглавлял Центральный институт труда инвалидов, Московский областной институт физиотерапии и физиопрофилактики (МОИФФ), Государственный институт физиотерапии (ГИФФ, 1935—1938). Был председателем оргкомитетов III Всесоюзного съезда физиотерапевтов (Харьков, 1935) и I Всесоюзного совещания врачей, биологов и физиков по вопросам применения высокочастотных и ультравысокочастотных волн в медицине (Москва, 1937). Член Учёного медицинского совета Минздравов СССР и РСФСР, председатель научно-методического совета, организованного при Московском физиотерапевтическом центре. В годы Великой Отечественной войны руководил кафедрой физиотерапии Новосибирского института усовершенствования врачей.
Похоронен на Новодевичьем кладбище.

## Семья
- Жена — Александра Яковлевна Бруштейн, писательница.
  - Дочь — Надежда Сергеевна Надеждина (Бруштейн) (1904—1979), балетмейстер и хореограф[27].
  - Сын — инженер-механик Михаил Сергеевич Бруштейн (1907—1965), с середины 1930-х годов главный инженер кондитерской фабрики «Красный Октябрь», автор книги «Кондитерская промышленность» (Москва: Пищепромиздат, 1954) и ряда изобретений (способы приготовления карамельной массы, заменителя масла какао, помады, ирисной массы, выборки корпуса конфет из резиновых форм)[28][29]; участник Великой Отечественной войны (инженер-капитан), кавалер ордена Красной Звезды (1945)[30].
- Двоюродный брат — Леопольд Григорьевич Бруштейн, участник Белого движения. Двоюродная сестра — Мария Яковлевна Бруштейн (1857—1941), врач, участник революционного движения, член «Организации помощи политическим ссыльным»[31].

## Сочинения
С. А. Бруштейн написал монографии «Физические методы лечения нервных болезней» (с Б. М. Бродерзоном), «Диатермия» (с Е. Т. Залькиндсоном, М.—Л.: Госиздат, 1929), «Физиотерапия заболеваний детского возраста» (с Е. Т. Залькиндсоном, М.—Л.: Медгиз, 1930), «Физическая терапия в свете новейших течений в патологии» и «Гиперэргические состояния и физическая терапия»; под его редакцией были изданы сборники «Основы терапии» (1926), «Ошибки в диагностике и терапии» (М.—Л.: Госиздат, 1930 и 1950), «Физиотерапия внутренних болезней» (М.—Л.: Биомедгиз, 1936), «Теория и практика физиотерапии» (М.—Л.: Биомедгиз, 1937), а также первое отечественное «Руководство по физическим методам лечения» (в четырёх томах, 1928—1930).
Опубликовал несколько трудов по истории медицины — «Русский университет в Париже» (СПб: Типография Я. Трей, 1902), «Первая плавучая санатория на Волге» (Петроград: Государственная типография, 1916).

### Труды С. А. Бруштейна и под его редакцией
- К вопросу о действии электрического тока высокого напряжения на человеческое тело. Сочинение С. А. Бруштейна. Из поликлиники общества «Врачебная помощь бедным больным в Петербурге». СПб: Типография Я. Трей, 1901.
- О влиянии общих электро-световых ванн на сочетательно-двигательный рефлекс у человека: Диссертация на степень доктора медицины С. Бруштейна[32]. Из Лаборатории клиники душевных и нервных болезней Императорской Военно-медицинской академии (акад. В. М. Бехтерев); Из Отделения физических методов лечения Императорской клиники института великой княгини Елены Павловны (проф. В. А. Штанге). СПб: Типография Общества «Грамотность», 1910.
- К вопросу о влиянии света в общей электро-световой ванне. Сочинение Доктора медицины С. Бруштейна, ассистента Императорской Клиники института великой княгини Елены Павловны (СПб). Харьков: Типография фирмы «Афольф Дарре», 1911.
- К 30-летию деятельности профессора С. А. Бруштейна. M.—Л.: Главнаука, 1928.
- Труды 2-й Московской областной конференции физиотерапевтов. С 25 по 28 ноября 1934 г. Под редакцией проф. С. А. Бруштейна. М.—Л.: Биомедгиз, 1935.
- Труды 2-й Московской городской физиотерапевтической конференции 5—9 апреля 1935 г. Под редакцией проф. С. А. Бруштейна. М.: Центральная физиотерапевтическая поликлиника, 1936.
- Научная хроника: Общемосковская конференция по врачебному контролю над физкультурой, пленум Комитета по физкультуре Наркомздрава. Под редакцией проф С. А. Бруштейна. М.: ГИФФ, 1937.
- Труды Первого Всесоюзного совещания врачей, биологов и физиков по вопросам применения коротких и ультракоротких волн (ВЧ и УВЧ) в медицине. Москва, 16 — 19 мая 1937 г. Ответственный редактор — заслуженный деятель науки проф. С. А. Бруштейн. М.—Л.: Медгиз, 1940.
- Инструкция по лечению ранений в тыловых госпиталях. Составлена при участии: Ф. Ф. Берёзкина, Б. М. Бродерзона, С. А. Бруштейна. Санитарное управление Красной Армии. М.—Л.: Медгиз, 1940.
- Научно-исследовательская работа по физическим методам лечения и проблематика на 1945 г. Заслуженный деятель науки проф. С. А. Бруштейн. М., 1944.

### О С. А. Бруштейне
- Бродерзон Б. М. Сергей Александрович Бруштейн (его жизнь, творчество и научные взгляды) (1873—1947) // Вопросы курортологии физиотерапии и лечебной физической культуры. — 1957. — № 6. — 3—8.
- Бродерзон Б. М. Заслуженный деятель науки профессор Сергей Александрович Бруштейн: к 100-летию со дня рождения // Вопросы курортологии, физиотерапии и лечебной физической культуры. — 1973. — № 4. — 365—368.
- Брусиловский Л. И. Бруштейн Сергей Александрович // Большая медицинская энциклопедия. — М, 1957. — Т. 4. — С. 587—588.
- Батурина Людмила Андреевна, Яковлева Любовь Михайловна. Основоположник отечественной физиотерапии. Еврейские Новости Петербурга (17 августа 2015).